# Société américaine de minéralogie
Mineralogical Society of America
La Société américaine de minéralogie (MSA, pour l'anglais Mineralogical Society of America) est une société savante américaine fondée en 1919. Elle est constituée en corporation en 1937 et reconnue en tant qu'association à but non lucratif en 1959.
La Société américaine de minéralogie a pour objectif l'avancement de la minéralogie, de la cristallographie, de la géochimie et de la pétrologie, et la promotion de leur utilisation dans d'autres sciences, l'industrie et les arts. Elle encourage la recherche fondamentale sur les matériaux naturels, soutient l'enseignement des concepts et des procédures minéralogiques aux étudiants en minéralogie et en arts et sciences connexes, ainsi que les tentatives d'élever la culture scientifique de la société en ce qui concerne les questions impliquant la minéralogie. La Société encourage la préservation générale des collections de minéraux, des expositions, des localités minérales, des minéraux types et des données scientifiques. Elle représente les États-Unis en ce qui concerne la science de la minéralogie dans n'importe quel contexte international.

## Publications
La Société américaine de minéralogie publie régulièrement :
- American Mineralogist (titre complet : American Mineralogist: An International Journal of Earth and Planetary Materials), une revue à comité de lecture publiée en continu depuis 1916 ;
- Reviews in Mineralogy and Geochemistry (depuis 2000, Reviews in Mineralogy de 1974 à 1999), une série de livres thématiques rédigés par plusieurs auteurs (88 au total en décembre 2022) ;
- The Lattice, un bulletin d'information trimestriel destiné aux membres de la Société, publié depuis 1985 ;
- Elements (titre complet : Elements: An International Magazine of Mineralogy, Geochemistry, and Petrology), un magazine bimensuel à vocation pédagogique, co-publié depuis 2005 avec d'autres sociétés géochimiques et minéralogiques.